# Garth Tune
Garth Tune, né le 14 novembre 1989, est un nageur sud-africain.

## Carrière
Garth Tune est médaillé de bronze du 50 mètres dos et du 4 x 100 mètres nage libre aux Championnats du monde juniors de natation 2006 à Rio de Janeiro
Aux Jeux africains de 2007 à Alger, il obtient la médaille de bronze sur 100 mètres dos et sur 50 mètres papillon.
Il est médaillé d'or du 4 x 100 mètres quatre nages, médaillé d'argent des 50 et 100 mètres papillon ainsi que du relais 4 x 100 mètres nage libre aux Championnats d'Afrique de natation 2008 à Johannesbourg.
Il est ensuite médaillé d'or du 4 x 100 mètres quatre nages, médaillé d'argent du 50 mètres dos et médaillé de bronze des 50 et 100 mètres papillon aux Championnats d'Afrique de natation 2010 à Casablanca.
Aux Jeux africains de 2011 à Maputo, il obtient la médaille de bronze sur 50 mètres dos et sur 50 mètres papillon.